# Kaman K-225
Der Kaman K-225 ist ein mit einem Flettner-Doppelrotor ausgestatteter Hubschrauber der US-amerikanischen Firma Kaman Aircraft Corporation.

## Geschichte

### K-125
Seinen ersten Hubschrauber konstruierte Charles Kaman Mitte der 1940er-Jahre. Der am 15. Januar 1947 zum ersten Mal geflogenen K-125 gehört zu den ersten in den USA entwickelter Hubschraubern mit ineinanderkämmenden Rotoren in Konfiguration als sogenannter Flettner-Doppelrotor. Dabei kann auf einen Heckrotor zum Ausgleich des Drehmoments verzichtet werden, was Vorteile wie geringerer Abwind und leichtere Steuerbarkeit bringt. Ebenfalls von Anton Flettner entwickelt wurden an den Rotorblättern befestigte sogenannte Servo-Klappen (servo flaps) – eine Erfindung, welche die Steuerkräfte verringern und die Rotorblätter stabilisieren sollte. Als Antrieb diente ein Lycoming-Kolbenmotor mit 125 PS Leistung.
Der K-125 war unverkleidet, im Querschnitt rund ausgelegt und bestand nahezu vollständig aus einem Stahlgerüstrahmen, er bot einen Sitzplatz. Gebaut wurde nur der eine Prototyp.

### K-190
Der K-125 stellte die Grundlage für den K-190-Mehrzweckhubschrauber dar, der im Dezember 1948 zum ersten Mal flog und in geringer Stückzahl mit einem 190 PS leistenden Lycoming-O-435-Kolbenmotor produziert wurde. Der K-190 war der erste Hubschrauber von Kaman, der eine Musterzulassung erhielt.
Wie sein Vorgänger war dieses Modell unverkleidet, allerdings deutlich kantiger gebaut und bestand aus einem Stahlrohrrahmen, es bot zwei Personen hintereinander Sitzplatz. Gebaut wurden wenige Exemplare.

### K-225
Aus dem K-190 wurde der K-225 weiterentwickelt, der die konstruktive Auslegung seiner Vorgänger beibehielt und einen Lycoming-O-435-A2-Kolbenmotor mit einer Dauerleistung von 225 PS erhielt. Hinter dem Pilotensitz war eine Bank mit drei Sitzplätzen vorhanden, die Kanzel im Fußraum war verglast, ansonsten offen. Der Prototyp und die ersten zehn Serienmaschinen waren für den „Sprüheinsatz“ in der Landwirtschaft konfiguriert. Der Staat Mississippi erwarb eine spezielle Version mit geschlossener Kabine für den Einsatz im Bereich der Öl-Exploration. Die türkische Regierung kaufte einige Exemplare für Schulungszwecke und den Landwirtschaftseinsatz.
Im Juli 1949 erwarb die U.S. Navy zwei K-225 zu einem Stückpreis von 25.000 Dollar, um Erfahrungen mit der unkonventionellen Rotorkonfiguration und dem neuartigen Servo-Klappen-System des Rotors zu erlangen. Die von Kaman als XHK-225 (Experimental Helicopter Kaman 225) bezeichnete Maschinen wurden im Naval Air Test Center (NATC) in Patuxent River, Maryland einer eingehenden Erprobung unterzogen.
Am 10. Dezember 1951 flog zum ersten Mal ein umgerüsteter XHK-225, bei dem das Kolbentriebwerk durch eine Turbine Boeing 502-2 (YT-50) mit 175 WPS ersetzt worden war und der damit der weltweit erste mit einer Gasturbine betriebene Hubschrauber war. Trotz der geringeren Leistung waren die Flugleistungen deutlich besser, da die Turbine nur halb so viel wie der Kolbenmotor wog. Der XHK-225 wurde anschließend zum Kaman HTK weiter entwickelt.

## Technische Daten
| Kenngröße              | Daten   |
| ---------------------- | ------- |
| Sitze                  | 3       |
| Rotordurchmesser       | 11,58 m |
| Länge                  | 7,01 m  |
| Höhe                   | 3,35 m  |
| Masse                  | 816 kg  |
| Leistung (Kolbenmotor) | 168 kW  |
| Leistung (Turbine)     | 130 kW  |